# Enns (folyó)
Az Enns a Duna 254 km hosszúságú jobb oldali mellékfolyója Ausztriában.
Magyar vonatkozása is van a folyó nevének, mivel kapcsolatba került az „Óperenciás tengeren is túl” kifejezéssel, amely az egyik legtöbbet vitatott állandósult szókapcsolat, mesei sztereotípia, népmesei szólás. A Magyar néprajzi lexikon – Kunszery Gyula kutatásaira hivatkozva – idézi Tárkányi Béla 1846-os, karlsbadi és gasteini útjáról szóló naplóbejegyzését: „A meséshírű Oberenczián keresztül estére Mölkbe értünk.” Ez arra enged következtetni, hogy az Óperencia Felső-Ausztria tartomány német nevének (Österreich ob der Enns, vagyis az Enns folyó feletti Ausztria, ugyanis Alsó- és Felső-Ausztria határa a Duna jobb parti részen az Enns folyó volt) félrehallásával kapta nevét. A magyar népmesék valószínűsítik azt a feltevést, hogy azoknak a magyar nyelvű katonáknak a számára, akik itt állomásoztak, az „Óperenciás tengert” a salzkammerguti tavak jelentették.

## Földrajza
Az Enns forrása a Radstädter Tauern-hegységben található, az ausztriai Salzburg tartományban. Végigfolyik az Északi Mészkő-Alpok és a Közép-Keleti Alpok határán egy jégkori eredetű folyóvölgyben, majd a déli partjával érinti a Dachsteineket. Admont és Hieflau között észak felé fordul és keresztülhalad a 15 kilométer hosszú Gesäuse-szurdokon, ahol a mészkőbe benyomulva pusztítja azt. Ezután medre továbbra is észak felé tart, és Felső-Ausztriába lép.
Steyrtől észak felé Felső-Ausztria és Alsó-Ausztria természetes határát képezi; majd végül a Dunába ömlik Enns városánál.

## Történelem
304. május 4-én az Enns hídjáról taszították le a keresztény hitét megvalló mártír Szent Flóriánt.
A pozsonyi csata után 955-ig ez a folyó volt a magyar állam határa.
A 19. század derekán nagyszabású csatornaépítkezések kezdődtek, hogy az Enns-vidéki terület alkalmassá váljon a mezőgazdasági és erdészeti felhasználásra. Később az Ennskraftwerke AG nevű cég tíz darab villamosenergia-művet létesített, ezek 345 megawatt energiatermeléssel járulnak hozzá Ausztria áramellátásához.

## Folyómenti városok
| - Radstadt - Schladming - Gröbming - Liezen - Selzthal - Admont | - Großraming - Ternberg - Garsten - Steyr - Enns |